# 꼬마장수말벌
꼬마장수말벌(영어: black-tailed hornet, 일본어: 姫雀蜂 히메스즈메바치[*], 학명: Vespa ducalis 베스파 두칼리스[*])은 말벌과에 속한 벌 중 하나로 장수말벌 다음으로 큰 곤충이다. 장수말벌과 비슷하게 생겼으나 크기가 약간 작아 꼬마장수말벌이라는 이름이 붙었다. 생김새는 비슷하나 검은색 무늬가 더 많다. 등검은 말벌둥지를 습격해 애벌레를 잡아먹는다.